# Alter Friedhof (Bielefeld)

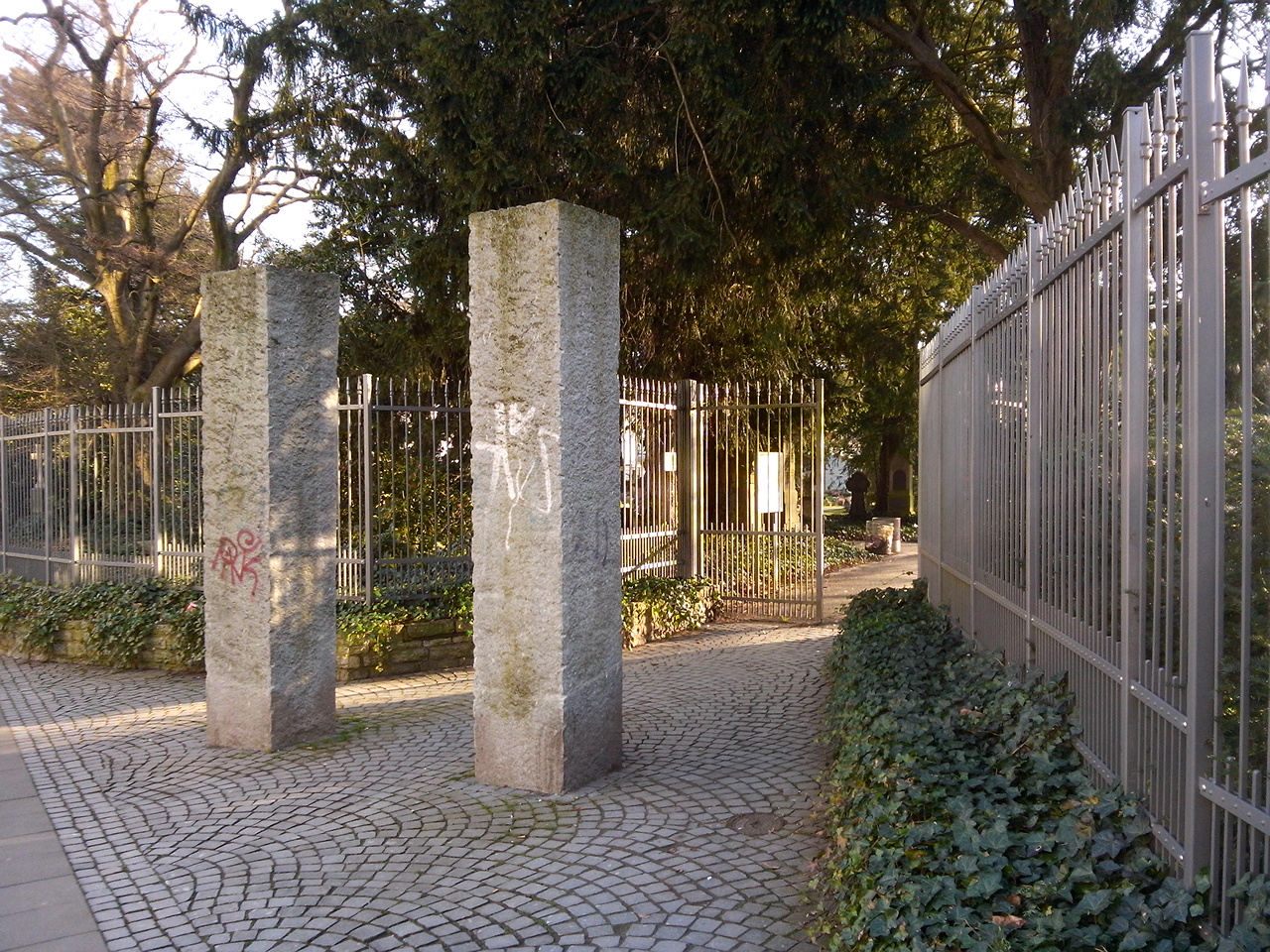
Haupteingang Alter Friedhof Bielefeld

Der Alte Friedhof ist ein Friedhof in Bielefeld in Nordrhein-Westfalen. Er steht als Gesamtanlage unter Denkmalschutz.

## Lage
Der Alte Friedhof befindet sich zentral im Stadtbezirk Mitte zwischen der Friedrich-Verleger-Straße und Körnerstraße in unmittelbarer Nähe zum Jahnplatz und Kesselbrink. Er liegt damit im Innenstadtbereich. Er ist 11.500 m² groß.

## Gestaltung
Die Grünanlage ist zweigeteilt. Im Südosten befindet sich ein Gräberfeld mit der Kapelle. Der nordwestliche Teil umfasst vor allem eine nahezu quadratische Rasenfläche mit einem Rundweg an dem sich die Gräber befinden. An der Bezäunung befinden sich die Kolumbarien. Der Friedhof ist überwiegend mit Rasen und Efeu bewachsen. Zu den vorhandenen Bäumen gehört auch ein Ginkgo.

## Geschichte
Friedhöfe wurden bis ins 19. Jahrhundert in der Regel als Ruhestätten um die jeweiligen Pfarrkirchen angelegt. Wegen des Bevölkerungswachstums und hygienischen Gründen wurden Friedhöfe Ende des 18. Jahrhunderts außerhalb der Städte angelegt. Im Allgemeinen Landrecht für die Preußischen Staaten wurde dies verpflichtend. In Bielefeld genügten die Kirchhöfe der Altstädter Nicolaikirche und Neustädter Marienkirche um 1800 nicht mehr. Die Geruchsbelästigungen und die während der Zeit des Rheinbundes aufkommenden Modernisierungsbestrebungen führten 1808 zur Schließung dieser Begräbnisstellen. Im selben Jahr wurde beschlossen, den Friedhof außerhalb der damaligen Stadtgrenzen anzulegen. Er war zu dieser Zeit 14.500 m² groß.
Mit dem Bau des Johannisfriedhofs (1874) und des Nicolaifriedhofs (1875) war die ab 1874 Alter Friedhof genannte Anlage nicht mehr als Begräbnisstätte vorgesehen, wurde aber auch nicht entwidmet. Auf Antrag durften hier noch Bielefelder beerdigt werden und offenbar war der Wunsch von Angehörigen so sehr verbreitet, dass der Friedhof sogar vergrößert werden musste. Mit etwas über 16.000 m² erreichte er 1893 die größte Ausdehnung. Allerdings wurden in den folgenden Jahrzehnten stetig Verkleinerungen vorgenommen. Diese betrafen insbesondere die Erweiterung der angrenzenden Straßen, vor allem jedoch auch den Bau des Hauses der Technik am Jahnplatz 1928.
Aufgrund seiner stadtgeschichtlichen Bedeutung wurde der Alte Friedhof 1986 in die Denkmalliste eingetragen. Einerseits bildete er zu dieser Zeit eine wichtige Parkanlage andererseits war er auch von Vandalismus betroffen. Im Jahr 2000 entschied sich die Stadtverwaltung den Friedhof wieder zu betreiben und gründete eine städtische Friedhofs GmbH, die ebenso die Pflege des Areals übernahm. Der Friedhof wurde umzäunt und wird seitdem nachts geschlossen. In den Folgejahren entstanden eine neue Kapelle, neue Grabstellen und ein Kolumbarium.

## Gräber und Grabmale

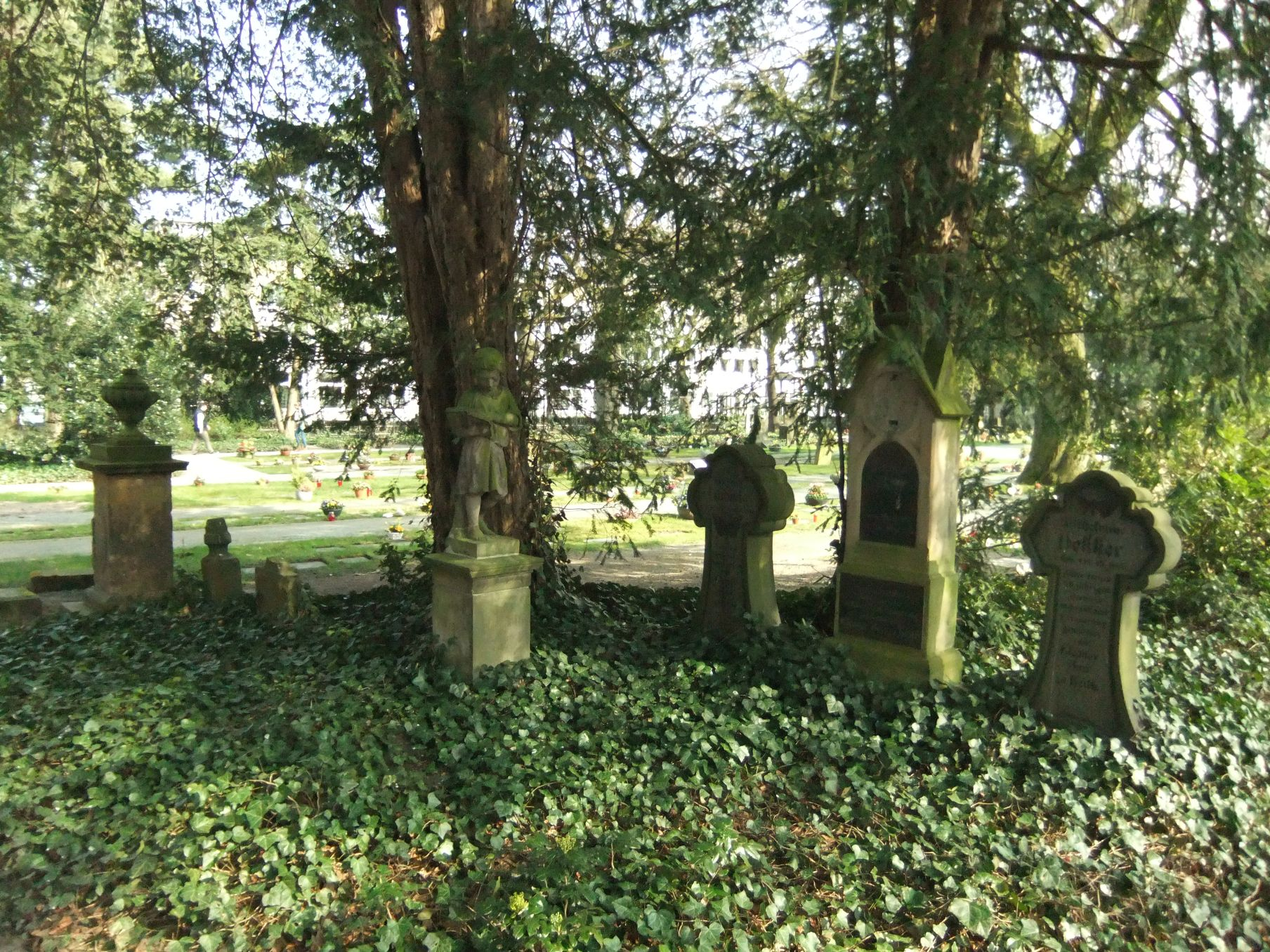
Grabmal Bozi

Beherrschend ist die mittig stehende 8 m hohe Sandsteinsäule für Johann Heinrich Scherr, einem ehemaligen Pfarrer und Onkel von Sophie Cruvelli. Sie ist mit einem Auferstehungsrelief versehen. Bemerkenswert sind die Gräber der Vierlinge. Es handelt sich dabei um das Grab von im Kleinkindalter verstorbenen Söhnen der Familie Dreinhöfer. Ihre von 1875 stammenden Grabmale bestehen aus vier einzelnen und nebeneinander angeordneten Sandsteinplatten mit Kinderreliefen. Auf dem Friedhof ist weiter Rudolf Rempel beigesetzt worden. Die Familie Bozi hat dort ebenfalls Grablegen.